# Université des sciences appliquées de Lahti
L’université des sciences appliqués de Lahti (en finnois : Lahden ammattikorkeakoulu, en anglais : University of Applied Sciences),  (en abrégé (LUAS), est un établissement d’enseignement supérieur professionnel situé à Lahti en  Finlande.  

## Description
L’institution qui s’appelait anciennement l’école polytechnique de Lahti (en finnois : Lahden Ammattikorkeakoulu) est un établissement multidisciplinaire dont les filières de formation menant aux diplômes de Bachelor et de Master ont été conçues pour répondre aux demandes et aux besoins de développement des entreprises du commerce et de l’industrie. L'université offre 27 filières de formation.
LUAS est située au Sud de la Finlande, à 100 km de la capitale Helsinki. C’est un centre régional d’expertise qui accueille plus de 5 000 étudiants et 140 étudiants Erasmus. LUAS a environ 250 enseignants permanents à temps plein et 70 enseignants à temps partiel venant d’autres universités ou des entreprises.
LUAS offre 20 filières diplômantes dans 40 domaines de spécialisation.

## Facultés et départements

### Secteurs des sciences sociales, du commerce et des sciences naturelles
- Département des Sciences de gestion

### Secteurs du tourisme, de la restauration et des services à la personne
- Département du tourisme

### Secteurs culturels
- École du Design
- École de Musique et de Théâtre
- École des arts

### Secteurs des technologies et des transports
- Département des Technologies

### Secteurs des sciences sociale, de la santé et des sports
- Département de la santé et des services sociaux

### Secteurs de la recherche et du développement
- Département de l’innovation